# Río Tuja
El río Tuja (en ruso: Туха) es un río del raión de Apsheronsk del krai de Krasnodar, en el sur de Rusia. Es afluente del río Psheja, que lo es del Bélaya, de la cuenca hidrográfica del Kubán. 

## Curso
Tiene dos constituyentes, el Lévaya Tuja y el Právaya Tuja, que nacen ambos en las vertientes septentrionales del Cáucaso Occidental, en la frontera del raión de Apsheronsk con el de Tuapsé. En sus 19 km de longitud discurre predominantemente en dirección norte-nordeste y atraviesa las localidades de Neftianaya y Nikoláyenko antes de desembocar en Psheja un poco antes de que este último río entre en Apsheronsk. Sus principales afluentes son el Polba (izquierda) y el Neftiánaya (derecha).